# Магдалена-пеньяскский миштекский язык
Магдалена-пеньяскский миштекский язык (Magdalena Peñasco Mixtec, Peñasco Mixtec, Tlacotepec Mixtec) — миштекский язык, на котором говорят в муниципалитетах Сан-Агустин-Тлакотепек, Сан-Кристобаль-Амольтепек, Сан-Матео-Пеньяско, Санта-Мария-Магдалена-Пеньяско округа Тлахиако округа Оахака в Мексике.
У магдалена-пеньяскского миштекского языка есть сан-агустин-тлакотепекский, сан-кристобаль-амольтепекский и сан-матео-пеньяскский диалекты. Этот язык почти никогда не используют для письменного общения. Многие решили общаться со своими детьми на испанском языке, а не на миштекском, но язык всё равно развивается. Большинство населения в возрасте 50 лет и моложе грамотны в испанском языке.
Алфавит: A a, Ch ch, D d, E e, I i, J j, K k, L l, M m, N n, Ñ ñ, O o, R r, S s, T t, U u, V v, W w, X x, Y y.